# Hamptjärnen (Grangärde socken, Dalarna, 666235-143908)
Hamptjärnen är en sjö i Ludvika kommun i Dalarna och ingår i Norrströms huvudavrinningsområde.